# Maorineta
Maorineta Millidge, 1988 è un genere di ragni appartenente alla famiglia Linyphiidae.

## Distribuzione
Le nove specie oggi note di questo genere sono state rinvenute prevalentemente in Oceania: ben 7 specie sono endemismi della sola Nuova Zelanda; la M. sulawesi è stata recentemente scoperta in territorio indonesiano, sull'isola di Celebes.

## Tassonomia
Dal 2012 non sono stati esaminati esemplari di questo genere.
A dicembre 2012, si compone di nove specie:
- Maorineta acerba Millidge, 1988 — Nuova Zelanda
- Maorineta ambigua Millidge, 1991 — Isole Marshall, Isole Caroline, Isole Cook
- Maorineta gentilis Millidge, 1988 — Nuova Zelanda
- Maorineta minor Millidge, 1988 — Nuova Zelanda
- Maorineta mollis Millidge, 1988 — Nuova Zelanda
- Maorineta sulawesi Tanasevitch, 2012 — Celebes (Indonesia)
- Maorineta sulcata Millidge, 1988 — Nuova Zelanda
- Maorineta tibialis Millidge, 1988[3] — Nuova Zelanda
- Maorineta tumida Millidge, 1988 — Nuova Zelanda